# Foobar2000
foobar2000 е безплатен аудио плейър за Microsoft Windows, разработен от Петер Павловски (Peter Pawlowski), бивш разработчик от Nullsoft. Плейърът е известен с изключителен модулен дизайн и обширен комплект за разработване (SDK), позволяващ на други програмисти, чрез своите добавки напълно да заменят текущият интерфейс. Поддържа голямо количество аудио формати, организиране на файловете, рипване на аудио дискове и т.н. Притежава интерфейс, чрез който могат да бъдат конвертирани аудио файлове от един формат на друг, използвайки допълнителни енкодери с текстов интерфейс.
От версия 0.9.5, foobar2000 поддържа Windows XP и следващи версии. Част от новостите са: нов потребителски интерфейс, медийна библиотека, преглед на обложки, спектрален анализатор и др.
Името foobar идва от общото наименование за функции, променливи и др., използвано в програмирането.

## Свойства и особености

### Базови свойства
Базовите свойства са тези, които са налични стандартно в плейъра, без необходимост от допълнителни модулни добавки, наречени компоненти.
- Поддържа на аудио формати: MP1, MP2, MP3, MPC, AAC, Ogg Vorbis, FLAC и FLAC в Ogg, WavPack, WAV, AIFF, AU, SND, CDDA, WMA и др.
- Работа с множество плейлисти
- Пълна поддръжка на Уникод
- Промяна на потребителския интерфейс
- Усъвършенствани възможности за промяна на таговете
- Поддръжка на Audio CD рипване, а също така и конвертиране от един формат на друг (необходими са външни енкодери)
- Поддръжка на ReplayGain, както при възпроизвеждане, така и при анализиране
- Способност за възпроизвеждане на песни, без да се усещат паузите при преминаването от едната на другата
- Промяна на бързите клавиши
- Медийна библиотека с автоматично следене състоянието на папките
- Еквалайзер
- Поддръжка на RAR, Zip, GZip архиви
- Отворена архитектура, позволяваща на други разработчици да увеличават функционалността на плейъра

### Официални компоненти
На официалната уеб страница са налични компоненти, които разширяват възможностите на плейъра. Някои от тях са:
- Нови поддържани аудио формати: APE, ALAC
- Допълнителни статистики
- Поддръжка на Kernel Streaming
- Поддръжка на ASIO
- Поддръжка на WASAPI
- Записване на CD (изисква Nero)

## Критики
Макар всички версии до 0.9 включително да са напълно съвместими с по-старите операционни системи, като Windows 95/98, от 0.9.5 плейърът изисква Windows XP и нагоре, като при това положение дори Windows 2000 е неподдържан. Освен това по-старите версии на плейъра не са налични на официалната уеб страница, принуждавайки потребителите да търсят в неофициални източници.
Стандартно интерфейса на плейъра е много изчистен и не ползва т.нар. кожи, осигурявайки еднороден изглед с конкретно избраната тема в Microsoft Windows. Въпреки че той може да бъде настройван по много начини, в много публични форуми повечето от потребителите, опитали го, определят плейъра като „грозен“. Обикновено и тези, които го ползват без да променят интерфейса му, също са съгласни с твърдението, но изтъкват предимствата му спрямо други плейъри.
Още една критика е, че foobar2000 е предвиден само и единствено за Windows. Авторът не предвижда в бъдеще плейърът да бъде портнат за Linux или Mac OS X. Все пак, известно е, че той успешно може да бъде пуснат чрез WINE.
Плейърът не поддържа многоезичен интерфейс – единственият наличен език е английски. Авторът изтъква като причини това, че плейърът никога не е бил замислян да бъде лесен за употреба или да задоволи нуждите на всички. Други причини, с които авторът е съгласен са: термините в цифровото аудио идват предимно от английски език, което затруднява качественият превод на други езици. Също така повечето професионални аудио редактори идват само с английски език на интерфейса, а смесването на различни езици, може да причини объркване в терминологията. Отделно, множеството налични компоненти също трябва да бъдат преведени.